# 吴丽颐
吴丽颐（1993年7月11日—），马来西亚女子跳水运动员。

## 簡歷
吳麗頤在出生於吉隆坡蕉賴，早年為吉隆坡韻律體操隊隊員；及至2005年，大馬跳水隊總教練楊祝梁到武吉加里爾體育學校挑選選手時，認為她有韌性的基礎，很有跳水的潛質，於是把她帶進跳水隊。然而，吳麗頤原來完全不會游泳，教練便為她設了一套游泳速成法，用繩子綁住她然後將她踢下泳池；在這「速成法」下，她在一個月內就學會了游泳，然後開始學跳水。
2009年12月，16歲的吳麗頤首次代表馬來西亞征戰老挝永珍舉行的東南亞運動會，與大師姐梁敏喻合作取得了大馬跳水隊在東運會的第6金。
自2011年東南亞運動會以來，與張俊虹連三屆為馬來西亞包辦女子個人跳水金銀牌。
她曾夺过2014年亚洲运动会银牌，拿下赛会双人3米跳台银牌。
2017年12月，吴丽颐的尿检被查出含有禁药西布曲明兴奋剂成份，她在吉隆坡东运会夺得的两枚金牌因而被褫夺，並須禁赛8个月。
2024年4月15日，吴丽颐宣佈退役，結束了長達20年的跳水生涯。